# Rodalies Barcelona

Neues Logo, verwendet seit Januar 2010

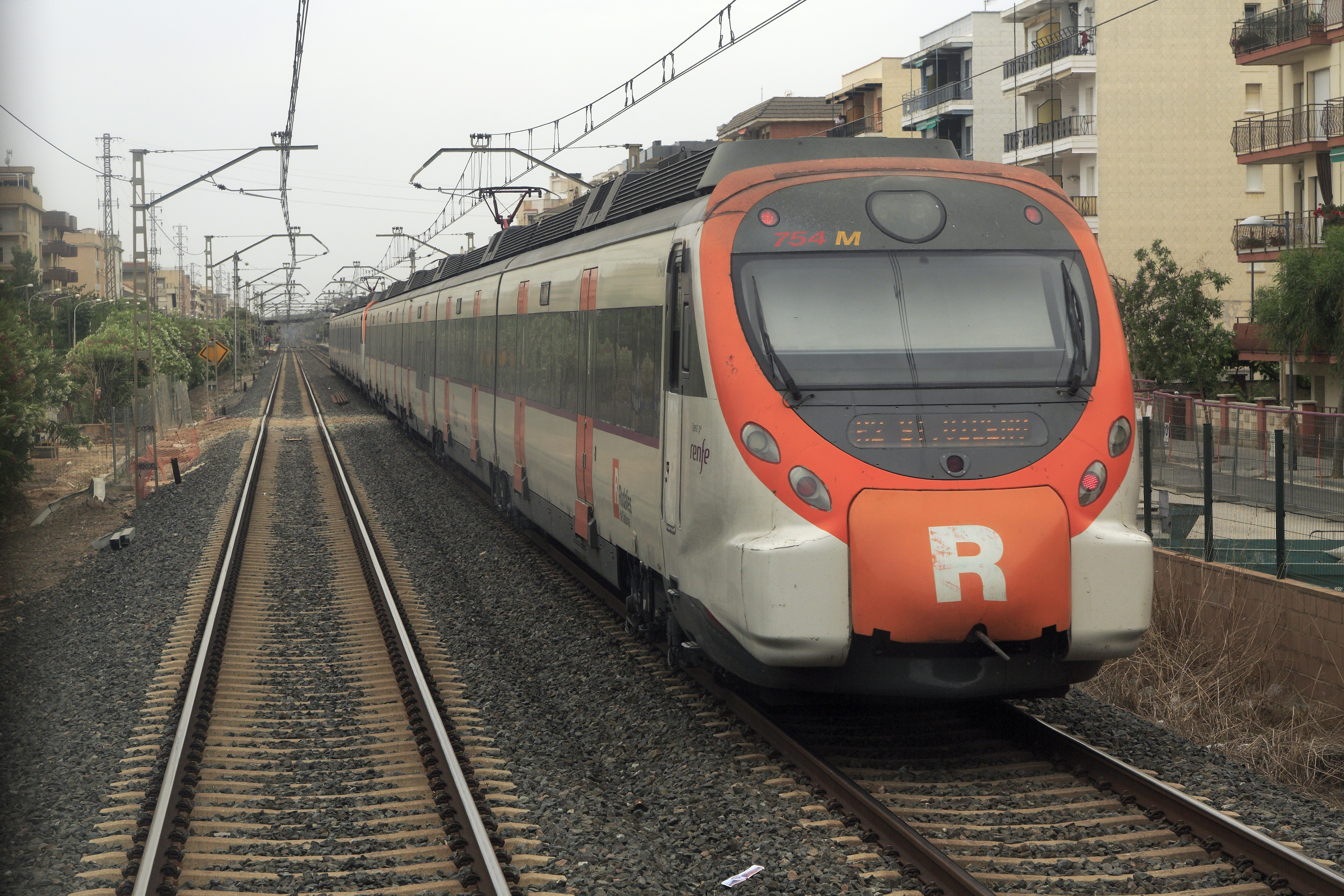
Civia-Triebzug im aktuellen Anstrich

Gesamtnetz aller Vorortzüge in Barcelona

Rodalies Barcelona (katalanisch für ‚Nahverkehr Barcelona‘, spanische Bezeichnung Cercanías Barcelona) ist ein Vorortbahnnetz, das die Hauptstadt Kataloniens, die Stadt Barcelona, mit ihrem Umland verbindet. Es wird von der spanischen Eisenbahngesellschaft Renfe (seit 1. Januar 2010 im Auftrag der katalanischen Regionalregierung) und der katalanischen Landesbahn FGC betrieben. 

## Infrastruktur
Das Netz besteht aus insgesamt 12 Linien, die die Großstadt mit dem Umland verbinden. Davon werden acht von der Renfe (Renfe Operadora) und vier von der FGC betrieben.
Die Linien R5, R50, R6 und R60 werden von der staatlichen katalanischen Bahngesellschaft FGC auf ihrem Meterspurnetz betrieben. Die Linien der Staatsbahn Renfe R1 bis R4 sowie R7 und R8 verkehren auf dem Iberischen Breitspurnetz. Die vom Endbahnhof Catalunya ausgehenden Regelspurstrecken der FGC nach Terrassa und Sabadell sind mit dem U-Bahn-Netz verbunden und werden aufgrund ihrer hohen Stationsdichte nicht zum Rodalies-Netz gezählt.
Die FGC-Linien beginnen unter der Plaça d’Espanya in einem Tunnel, der auch von den Zügen der Metro Barcelona desselben Betreibers mitgenutzt wird. Die Strecke gelangt erst, nachdem die Nachbarstadt L’Hospitalet de Llobregat unterquert wurde, ans Tageslicht. Rodalies Barcelona bedient in diesem Abschnitt nicht alle Stationen.
Die Renfe-Linien nutzen in der Innenstadt zwei verschiedene Tunnel als Stammstrecke. Aus Richtung Süden kommend verschwindet der gesamte Bahnverkehr unter die Erde. Dort enden die Fernzüge am unterirdischen Bahnhof Barcelona-Sants. Hinter dem Bahnhof führen zwei Tunnel weiter durch die Stadt und treffen sich im Norden an einer Kreuzung, wo die Gleise wieder an das Tageslicht gelangen. Der östliche Tunnel wird ausschließlich von den Vorortzügen genutzt. Im westlichen Tunnel verkehren die Linie R2 und andere Regionalzüge.
Die Endstationen der Linien R1 bis R4 befinden sich bis zu 100 Kilometer von Barcelona entfernt. In Spanien ist es durchaus üblich, dass die Vorortzüge lange Laufwege haben. Allerdings befahren nur einzelne Züge die gesamte Strecke. Einige Fahrten der Linie R3 werden ab Vic als Regionalzug über Ripoll und Planoles bis Puigcerdà an der französischen Grenze und bis zum französischen Bahnhof Latour-de-Carol - Enveitg in den Pyrenäen geführt.
Anfang 2009 genehmigte die Spanische Regierung ein 4 Milliarden Euro umfassendes Investitionspaket zum Ausbau des Systems bis 2015. Unter anderem war die Vergrößerung des Streckennetzes von 467 auf 492 km, die Verlängerung und Anhebung der Bahnsteige an allen 107 Bestandsstationen auf 200 m und 680 mm über Schienenoberkante sowie die Einführung von ETCS und GSM-R vorgesehen. Daneben sollten neun neue Stationen und rund 6900 neue Park&Ride-Parkplätze entstehen. Die Umsetzung sollte 2015 abgeschlossen werden. Mitte 2015 wurde die Ausrüstung eines 56 km langen Abschnitts, zwischen den Bahnhöfen L’Hospitalet de Llobregat und Mataró mit der Zugbeeinflussung ETCS Level 2 ausgeschrieben. Der Ende 2015 von ADIF an ein Joint-Venture von Alstom und Bombardier vergebene Auftrag um 54 Millionen Euro für die Ausrüstung und weitere 34 Millionen Euro für die Instandhaltung über 20 Jahre. Nach Angaben von ADIF sollen damit Kapazität und Betriebsqualität gesteigert werden. Der Ausrüstungsauftrag hat eine Laufzeit von 21 Monaten. Auftraggeber und -auftragnehmer verhandelten später eine neue Laufzeit. Ein neuer Inbetriebnahmetermin steht noch nicht fest (Stand: März 2019). Im Juli 2020 wurde ein Auftrag zur Ausrüstung der Linienäste R4-Nord und R2-Süd mit ETCS Level 2 vergeben, die Inbetriebnahme ist für 2023 geplant. Weitere Linien sollen bis 2029 folgen.

### Fahrzeuge

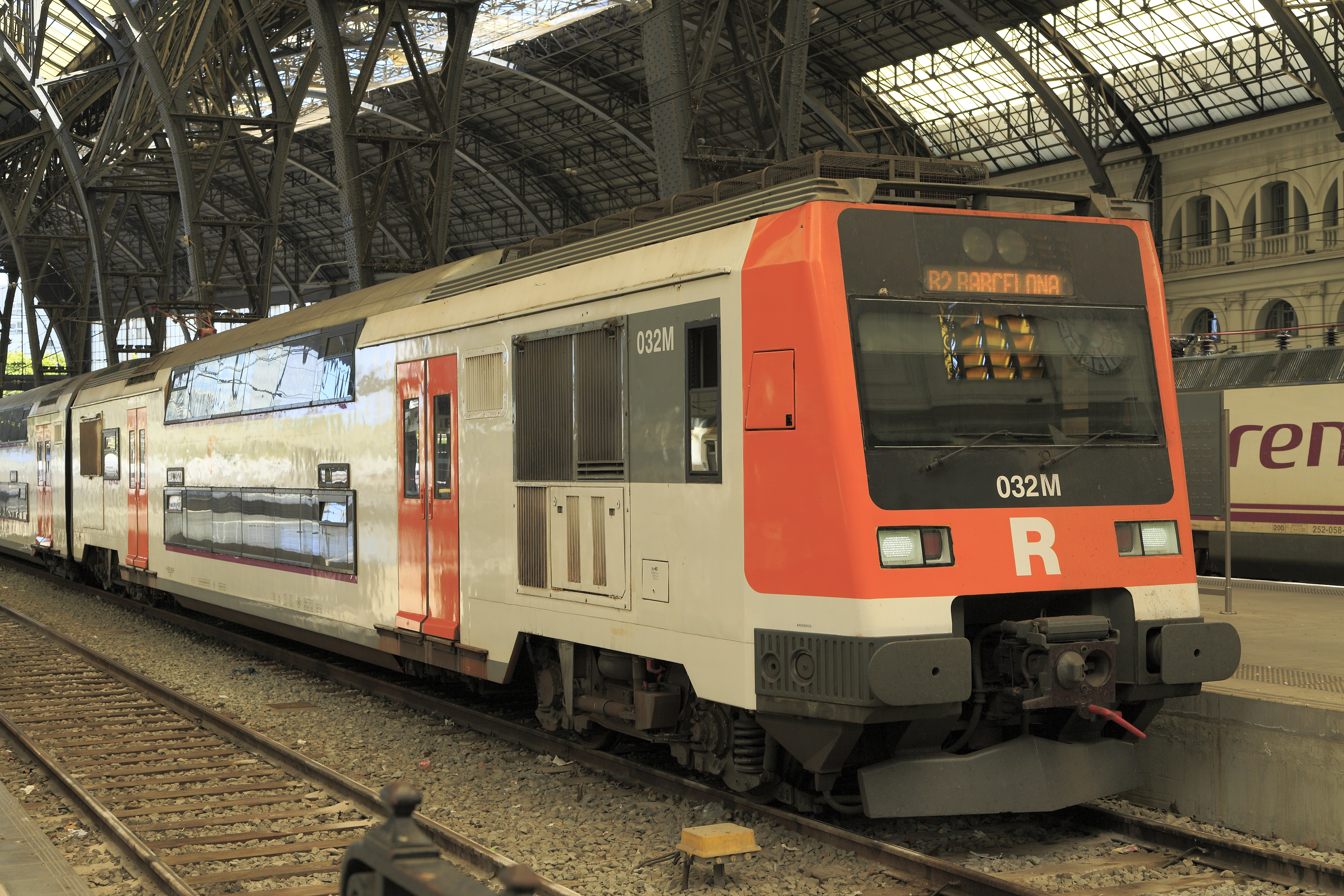
Triebwagen 9 450 032 im Bahnhof Barcelona-França

Auf dem Netz der Renfe Operadora kommen derzeit (Stand 2021) Triebzüge der Baureihen 447 sowie 465 zum Einsatz. Auf den Linien R2 und R2Sud werden zusätzlich sechs Doppelstockzüge der Reihen 450 (Sechswagenzüge mit zwei Triebwagen) sowie zwölf der Reihe 451 (Dreiwagenzüge mit Trieb- und Steuerwagen) eingesetzt.

## Netz von Renfe Operadora
| Linie | Verlauf |
| ----- | --- |
|       | L’Hospitalet del Llobregat – Barcelona Sants – Barcelona-Plaça de Catalunya – Mataró – Arenys de Mar – Calella – Blanes – Maçanet-Massanes                                                                                       |
|       | Aeroport – Barcelona-Sants – Granollers Centre – Sant Celoni – Maçanet-Massanes |
|       | Castelldefels – Barcelona-Sants – Granollers Centre |
|       | Sant Vicenç de Calders – Vilanova i Geltrú – Castelldefels – Barcelona Sants – Estació de França |
|       | L’Hospitalet del Llobregat – Barcelona Sants – Barcelona-Plaça de Catalunya – Granollers Canovelles – La Garriga – Vic – Ripoll – Ribes de Freser – Puigcerdà – La Tor de Querol (Frankreich, französisch Latour-de-Carol)       |
|       | Sant Vicenç de Calders – Vilafranca del Penedès – Martorell – L'Hospitalet del Llobregat – Barcelona Sants – Barcelona-Plaça de Catalunya – Barcelona Sant Andreu Arenal – Cerdanyola del Valles – Sabadell – Terrassa – Manresa |
|       | (Molins de Rei – Barcelona Sants –) Barcelona Sant Andreu Arenal – Cerdanyola del Valles – Cerdanyola Universitat |
|       | Martorell – Cerdanyola Universitat – Granollers Centre |

## Netz der FGC

### Linien Llobregat-Anoia
| Linie | Verlauf |
| ----- | --- |
|       | Barcelona-Plaça Espanya – Martorell Enllaç – Aeri de Montserrat – Monistrol de Montserrat – Manresa              |
|       | Barcelona-Plaça Espanya – Martorell Enllaç – Igualada                                                            |
|       | Barcelona-Plaça Espanya – Martorell Central – Aeri de Montserrat – Manresa (Verstärkerlinie, hält nicht überall) |
|       | Barcelona-Plaça Espanya – Martorell Central – Igualada (Verstärkerlinie, hält nicht überall)                     |

## Übernahme durch die Regionalregierung Kataloniens
Im Mai 2009 einigten sich das spanische Verkehrsministerium sowie die katalanische Regionalregierung auf eine Übertragung des Rodalies-Netzes zum 1. Januar 2010. Diese beinhaltete die Schaffung der neuen Wortmarke Rodalies de Catalunya. Die Bezeichnungen der Linien beginnen seitdem mit einem R (für Rodalies) statt mit einem C (für Cercanías). Außerdem wurde die Mehrheit der in Barcelona beheimateten Züge einer neuen Farbgebung unterzogen, die sich stark von der in anderen spanischen Vorortnetzen üblichen Farbgebung unterscheidet. 
Am 2. November 2023 gaben die Parteien PSOE und ERC bekannt, das von Renfe betriebene Netz der Rodalies sowie einige, ebenfalls von Renfe betriebene Regionalzuglinien in Katalonien vollständig an die katalanische Regionalregierung übertragen zu wollen. Hierzu soll ein neues Transportunternehmen gegründet werden, welches die Züge der Rodalies in Zukunft unabhängig von Renfe betreiben soll.